# كينيون وكينيون
كينيون وكينيون هي شركة محاماة متخصصة في قانون الملكية الفكرية، كان للشركة مكاتب في نيويورك وواشنطن العاصمة ووادي السيليكون، وقدمت لعملائها العالميين خدمات التقاضي والملاحقة القضائية والترخيص والاستشارة، كانت الشركة معروفة بشكل خاص بالدخول في قضايا براءات الاختراع عالية المخاطر، حلت الشركة في عام 2016، وعينت شركة أندروز كورت 55 من محاميها، ثم أعادت أندروز تسمية نفسها إلى أندروز كورت كينيون، لتعكس خبرة الشركة الموسعة في مجال الملكية الفكرية والتكنولوجيا.